# 越後湯沢温泉
越後湯沢温泉（えちごゆざわおんせん）は、新潟県南魚沼郡湯沢町（旧越後国）にある温泉。川端康成の小説『雪国』のモデルになった温泉地である。単に湯沢温泉と呼ばれることもある。
この項目で扱うように、同じ湯沢町にある他の温泉も含めた呼び名としても用いられる。

## 泉質
- 弱アルカリ性・低張性・高温泉の単純温泉や硫黄泉・塩化物泉などいくつかの泉質の異なる源泉井がある。
  - 源泉温度 32 - 83℃
- 集中管理されているのは以下の8つの源泉である。
  - 東映源泉 81.2℃
  - 滝の湯2号源泉 77℃
  - 西山（山一）源泉 67℃
  - 江神2号源泉 64.2℃
  - 熊野3号源泉 42℃
  - 大刈野源泉 41℃
  - 諏訪源泉 45.7℃
- 湯沢町温泉管理事業 第1配湯所：ナトリウム・カルシウム塩化物温泉（弱アルカリ性低張性高温泉） 源泉57.3度
- 湯沢町温泉管理事業 第2配湯所：単純温泉（弱アルカリ性低張性高温泉） 源泉55.2度
- 湯沢町温泉管理事業 第3配湯所：単純温泉（弱アルカリ性低張性高温泉） 源泉55.8度
- 諏訪源泉 第4配湯所：ナトリウム・カルシウム塩化物・硫酸塩泉（弱アルカリ性低張性高温泉） 源泉57.5度

### 効能
- 一般的適応症
- 中風、胃腸病、外傷、婦人病、リューマチ

## 温泉街
越後湯沢駅の西側を通る県道に沿って温泉旅館やホテル、飲食店、遊興店、みやげ店、足湯などが並んでいる。
源泉は集中管理が行われ、共同浴場や宿泊施設以外に周辺の一般家庭やリゾートマンションにも配湯されている。

### 外湯

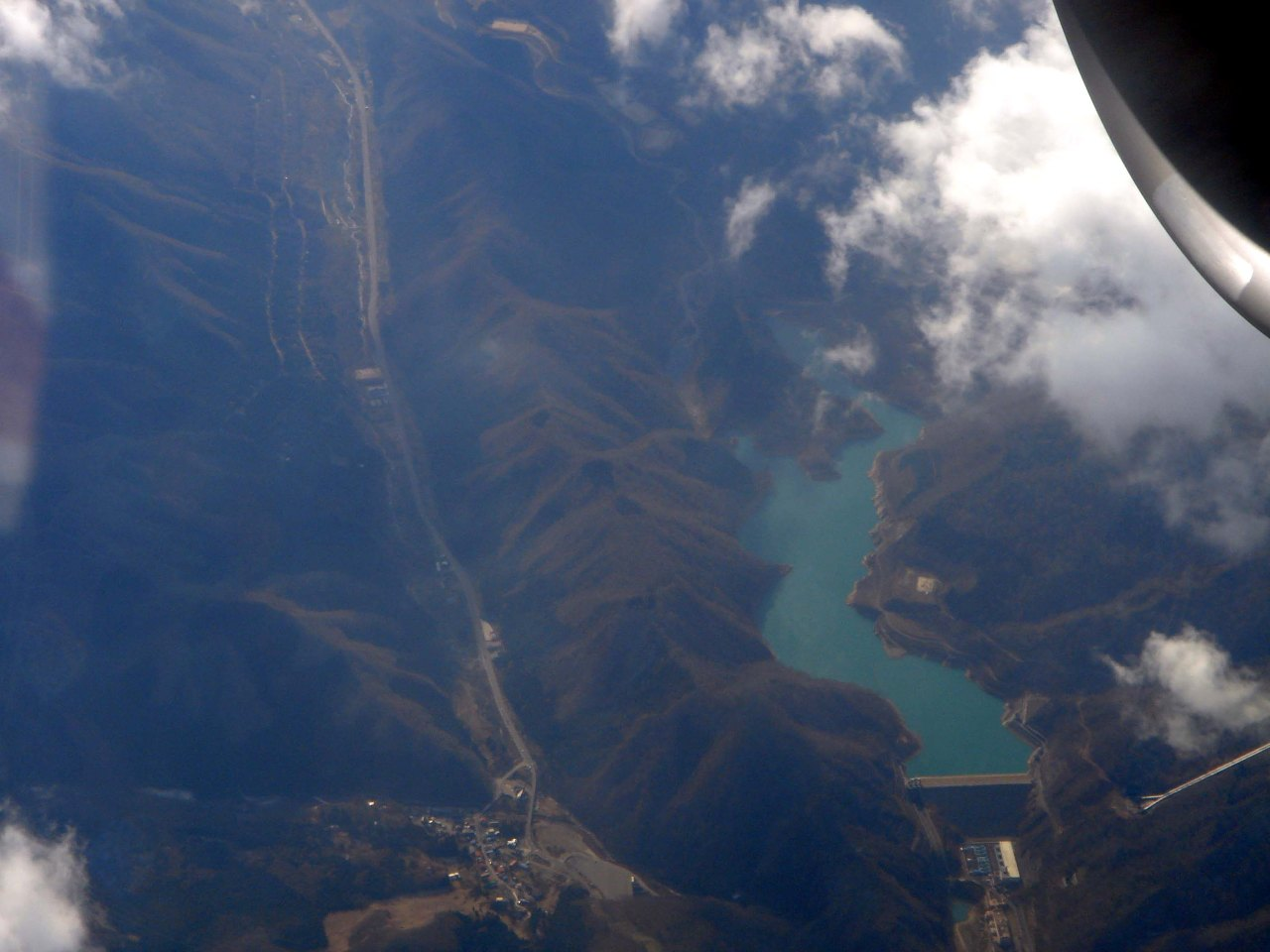
宿場の湯がある二居宿（写真下）
中央の道路は二居ダム脇を通過する国道17号（三国街道）

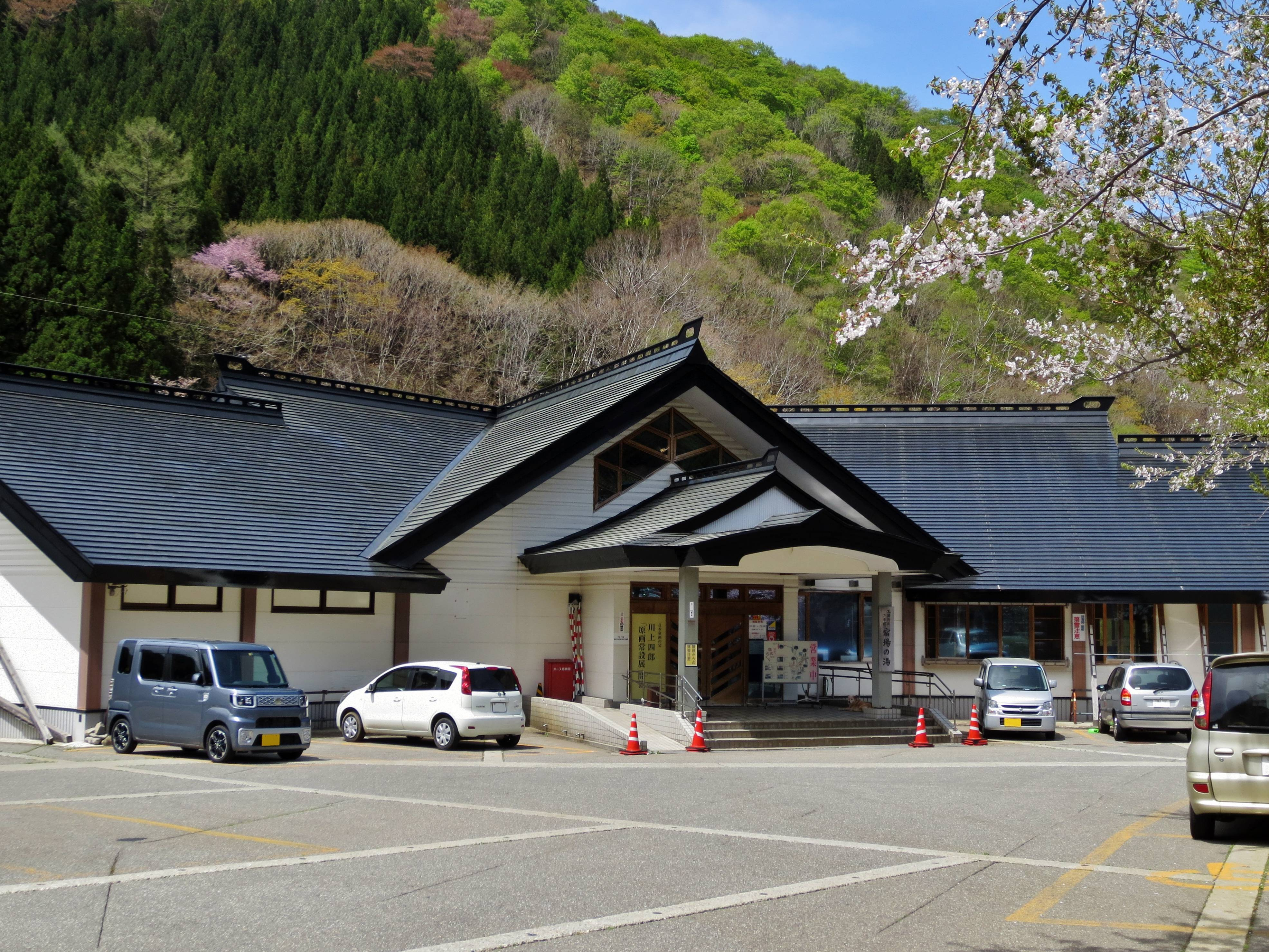
宿場の湯

公営、民営など複数の外湯（共同浴場、日帰り温泉）があり、はしごして温泉を楽しむことが出来る。特に従来町営だった五つの共同浴場は共通券「外湯めぐり券」の利用が可能。
- 湯沢温泉外湯めぐり（管理者：一般財団法人 湯沢町総合管理公社）
  - 湯元共同浴場「山の湯」 - 通称「やまんぼちゃ」（ぼちゃは地元の言葉でお風呂の意味）。大字湯沢
  - 下湯沢共同浴場「駒子の湯」 - 『雪国』のヒロインの名に因む。大字湯沢（三国街道湯沢宿・下宿〈しもしゅく〉）
  - 土樽共同浴場「岩の湯」 - 魚野川沿いの湯沢フィッシングパーク近く。大字土樽
  - 三俣共同浴場「街道の湯」 - 大字三俣（三国街道三俣宿）
    - 道の駅みつまた隣

  - 二居共同浴場「宿場の湯」 - 大字三国（三国街道二居宿）
    - 童画の父 川上四郎記念越後湯沢全国童画展入賞作品常設展「わらべの詩」併設
- 民営・通年
  - コマクサの湯（湯沢高原ロープウェイ山麓駅2階）
  - 江神共同浴場（越後湯沢駅東口出てすぐ）
  - SPAガーラの湯（ガーラ湯沢駅・ガーラ湯沢スキー場 スキーセンターカワバンガ）
  - 駅の中の温泉「酒風呂 湯の沢」（越後湯沢駅 駅ビルCoCoLo・ぽんしゅ館）
  - ゆざわ健康ランド
  - 神立の湯（神立温泉）
  - ハーブの湯（岩原温泉）
  - 雪ささの湯（苗場温泉）
- 民営・夏季休業
  - 神立高原クアハウス「神の湯」
  - 岩原のんのんの湯
  - 湯沢中里スパベルク（日帰りスキーセンター）
  - 湯沢パークリゾート（薫風の湯）
- 足湯：いずれも無料で利用可能。冬期間は降雪のため利用できない施設もある。
  - 「越後湯沢駅西口足湯」 - 駅前広場
  - 「足休め かんなっくり」 - ポケットパークになっており水琴窟などがある。かんなっくりは地元の言葉で「つらら」を意味する。温泉街
  - 「井仙の足湯」 - HATAGO井仙 温泉街
  - 「美白の足湯 からかさ亭」 - 越後のお宿いなもと 温泉街
  - 「雲の上の足湯」 - 湯沢高原
  - 「中央公園の足湯」 - 湯沢中央公園内レジャープールオーロラ近く 大字土樽
  - 「雪ささの湯の足湯」 - 大字三国
- 手湯
  - 「健康の天使像」 - 越後湯沢駅11番線・12番線（上越新幹線下り）ホーム（改札内）
  - 「湯浴み像」 - 越後湯沢駅0番線（ほくほく線）・1番線（上越線下り）ホーム（同上）
  - 「駒子の手湯」 - そば処しんばし 温泉街

### 内湯
一部の宿泊施設では日帰り入浴用に内湯を開放している。団体利用や貸切などで入浴できない場合があるため注意が必要。
- NASPAニューオータニ
- 本陣さくら亭
- 越後のお宿 いなもと
- 松泉閣 花月
- 湯沢ニューオータニ
- 音羽屋旅館
- 和みのお宿 滝乃湯
- 湯沢東映ホテル
- 雪国の宿 高半
- ホテル湯沢湯沢でんき屋（いなずまの湯）
- 高野屋 （浦子の湯）
- 御宿本陣 （三国峠温泉 峠の湯）

### 周辺
夏は登山、キャンプ、釣りなどのアウトドア、冬はスキー、スノーボードなどのウィンタースポーツも楽しめる。
越後湯沢から三国峠側に行くと静かな貝掛温泉がある。また苗場山の麓には登山道を歩いて利用する赤湯温泉と言う秘境の温泉もある。
湯沢町#観光スポットも参照。
- 高山植物園アルプの里
- NASPAコスモスガーデン
- 大源太キャニオン
- 湯沢フィッシングパーク
- 清津峡
- 苗場山
- 谷川岳

## 歴史

### 湯元温泉
湯沢温泉の歴史は平安末期の高橋半六（高半旅館祖）の源泉発見より始まる（自然湧出毎分約300リットル）。古来より湯の湧く沢があったことから村の名前も湯沢と呼ばれるようになる。狭義の湯沢温泉としてはこの温泉発見地に近い湯元地区（現在山の湯がある辺り）を指す。
承保3年（1076年）（安元2年〈1176年〉とも）には北側の関山村との境の戸内山が地すべりを起こし魚野川が塞がれ、現在の神立の辺りまで沼となり、その畔には既に温泉があったとされる。
湯元にある薬師堂は明徳元年（1390年）創建と伝わる。
『永禄六年北国下り遣足帳』に「湯ノサワ」の文字が見られる。
湯沢村は寛永2年（1625年）の水害のあと、上湯沢の上宿(現在江神共同浴場がある辺り)と下湯沢の下宿(現在駒子の湯がある辺り)の二つに分けられた。元禄の大雪崩以前には湯之沢川の北側、現在は元屋敷と呼ばれる場所に松坂屋、中屋、慎二郎の3軒が小屋掛けしていたが（八佐ェ門文書）、明和6年（1769年）に村中相談のうえ、湯峠に湯小屋を建てて温泉を引き、湯元3軒と村の共同経営を始めた（明和の和談書）。江戸時代には三国街道の利用が盛んで、駅宿から近かったため温泉地としての湯沢の名も往来を通じて知られるようになる。
享和2年（1802年）の『越後国全図 写』の付録第6巻では「湯澤驛ノ西三町計リ山奥温泉アリ假小屋ヲ作ル浴室二箇ナリ熱カラス瘡疾ヲ治ト云」と記されている。
享和3年（1803年）に編纂された『新編会津風土記』巻之一百十二では、「温泉 小名湯本ニアリ小屋ヲ設テ浴客ヲ待ツ」とある。
明治19年（1886年）に内務省衛生局が編纂した『日本鉱泉誌』上巻では、天和年間発見、湯戸(温泉宿)3軒、浴客凡そ1ヶ年1万人と記載されている。
『続魚沼郡誌下巻』（昭和46年編）では明治の頃の事として、松坂屋、大和屋、中屋の三軒の宿屋と、後に共楽館になる豆腐屋があり、湯小屋（共同浴場）の木製の湯船には丸太が一本置いてあり、湯治客はその丸太を枕にぬる湯に長時間浸かっていたという。
昭和2年（1927年）に当時の村長である佐藤喜一郎の他、複数名による組合によって諏訪社の近くの宮浦でボーリングが行われ、56度の温泉に突き当たった。これをポンプアップして湖月旅館と福泉旅館が使用したが、旅館の廃業に伴って現在は使用されていない。
昭和3年（1928年）に大和屋の跡地に村営の湯沢ホテルが建てられる。
昭和5年（1930年）に薬師堂の下の掘削が行われたが、自噴に至らず中止となった。
昭和7年（1932年）に共同浴場が廃止となり、同時期に増改築等に伴い湯量の増加や湯引樋の改修などもあり内湯旅館へと近代化された。
昭和9年（1934年）に川端康成が来訪、その後発表された小説『雪国』のモデルとなったことで大きな注目を浴びる。

### 西山温泉
明治の末の頃は新潟-東京間の交通の主軸が信越本線だったこともあり、地元住民や農閑期に周辺の農民が骨休めに訪れる程度の静かな湯治場だったが、大正2年（1913年）のスキーの伝来、大正14年（1925年）の上越北線越後湯沢駅開業や、昭和6年（1931年）に上越線清水トンネルが開通すると一転して登山客・スキー客・湯治客が押し寄せるようになり、それらに対応するために西山地区に新たな源泉井を掘る試みが進められた。
西山一帯にも温泉脈があるであろうことは従来より自然湧出の「ぬる湯」として熊野温泉があったことなどから存在を予期されていた。当時、熊野温泉には煤けた一軒の風呂場があり、眼病に効くとして鉱泉を加熱していくばくかの湯治客を受け入れていたが、昭和6年（1931年）に土地の所有者である樋口惣太郎がカンテラや石ノミを用い、丸太を組んだ横隧道の手掘りにより温泉の掘削を試みた。1回目の試掘の後、2回目は佐藤賢治と協力して県の認可を受けて掘削が行われ、摂氏45度・一時間36石（=約6480リットル=毎分約108リットル）の湧出を見た。共同浴場を作り、周辺の広川屋、熊野館、南雲館や数件の民家などに配湯を行ったが、いずれ湯温が低下し湯量も減少したため昭和7年（1932年）7月に3回目の掘削が行われたが、この時は失敗に終わった。昭和8年（1933年）3月より1年かけて4回目の掘削が行われ、温度50度の大量の湧出を見た。更に5回目は機械ボーリングで同地点を掘り下げ、一分間に5斗（=毎分約90リットル）の出量に達した。
宮浦での掘削の後、佐藤賢治が中心となって昭和6年（1931年）12月に新しい温泉井の掘削に着手（機械は関川彦次郎、技師は石田久松）。昭和7年（1932年）5月の末に地下127メートルで53度の温泉を掘り当てたが自噴はしなかった。関川がここで「これ以上掘っても無駄だ」として引き上げるも、諦めきれない佐藤は工法の改良や周囲の助言などを受けて更に掘り進めることを決意。「いまに湯沢はひっくり返るぞ」と意気込んで7月2日から作業を再開し、一週間で約64メートルを掘削した。7月9日午後5時、ノミの交換のためにワイヤーを引き上げ始めた時、鉄管の口からスースーと風が上がってきた。技師の石田は石油掘削の経験からガスが出ることを直感した。間もなく真っ黒に濁った冷たい水がチョロチョロと出始めた。差し入れのために偶然現場に居合わせた佐藤の妻は「冷たい汚い水が出てきてどうしよう」と感想を抱いた。誰も無言で管の口元を見つめていたが、やがて黒い泥水が青い泥水となり、豆粒大の小石も出てくるようになり、ノミを完全に引き上げると鉄管一杯に冷たい水が吹き上げ、それがだんだん温くなり熱くなり、ついに温度71度・毎分108リットルの温泉が自噴した。村中あげての喜びの中で村長により「西山温泉」と名付けられた（西山1号温泉井）。これはイナモト旅館を始め42軒に分湯された。
更に佐藤は同年8月中に2号井の掘削に着手。こちらは翌年の昭和8年（1933年）8月28日に温度85度・毎分270リットルの自噴温泉を掘り当てた（西山2号）。これらの功績により、佐藤は西山温泉の父とも呼ばれる。
その後も続けて複数の源泉が掘削され、併せて旅館やホテル、保養所などが数多く作られた。
昭和13年（1938年）には江神源泉1号井が湧出し、江神共同浴場が作られた。
昭和34年（1959年）には国道17号三国トンネルが開通し、新たな観光の目玉として大峰山の北東部分（湯沢高原）の開発を行い、町営スキー場と町営湯沢温泉ロープウェイが作られた。
やがて1982年の上越新幹線開業や1985年の関越自動車道開通後に起きたスキーブームの影響で、1980年代頃から1990年代前半にかけてリゾートマンションが林立し、現在の街並みとなった。

### 集中管理事業
昭和30年代の初め頃には西山地帯の約1キロメートルほどに14本の源泉井があるという過密状態にあった。このため、源泉同士相互に湧出量の影響が現れたり、所有者間で利害関係の相克が生じたりしていた。昭和33年（1958年）に温泉事業組合「湯沢温泉協同組合」が結成され、配湯の調整や源泉確保のための体制が作られた。
観光需要の増加、宿泊施設の増加とそれに伴う収容人数の増加に反して、昭和30年代の後半から湯元を除く各源泉では自然湧出量の減少が始まった。専門機関に原因調査の依頼なども行われたが、解決策として温泉集中管理方式が議論の俎上に上がるようになった。
昭和46年（1971年）からの上越新幹線大清水トンネル工事に際し、はっきりと一部源泉で湯量減少や源泉枯渇が発生した。町と温泉関係者は日本鉄道建設公団に対して複数回の交渉を行い、その補償として、集中管理方式設置費用の約6割に当たる4億7,700万円の提供が行われた。集中管理システムは総事業費5億2,187万円をかけて昭和50年（1975年）6月24日に着工、12月15日に完成した。
完成当時の操業状況は源泉数8、集湯量毎分1,714リットル・月2,468トン、温度基準57℃、給湯先136戸。

## アクセス
- 鉄道 : 上越新幹線、上越線越後湯沢駅下車すぐ。
- 自家用車 : 関越自動車道湯沢インターチェンジより国道17号経由ですぐ。

## 参考図書
- 『湯沢町誌』湯沢町教育委員会 編（湯沢町教育委員会、1978年発行）
- 『[全国露天風呂共同湯]』昭文社 ; ISBN 4398131922 ; 2版 (2000/04)